# Jaroslav Priščák
Jaroslav Priščák (* 28. srpna 1956) je bývalý československý voják, v letech 1975 až 1986 reprezentant ve skoku dalekém a v trojskoku. Byl také nejdéle sloužícím ředitelem Armádního sportovního centra Dukla (2001–2020), včetně předchůdců v této funkci v Armádním tělovýchovném klubu a v Ústředním domě armády.
Ke dni 30. září 2020 odešel do zaslouženého důchodu.

## Sportovní kariéra
Do 30. listopadu 1980 byl jeho trenérem PhDr. Július Kolčiter a v Dukle od 1. prosince 1980 až do ukončení sportovní kariéry ho trénoval známý trojskokan Mgr. Václav Fišer.
rok 1975 - bronz na mistrovství Evropy juniorů ve skoku dalekém, 8. místo na halovém mistrovství Evropy ve skoku dalekém
rok 1977 - stříbrná medaile na mistrovství republiky ve skoku dalekém
rok 1978 - bronzová medaile na mistrovství republiky ve skoku dalekém, 12. místo na mistrovství Evropy v atletice v Praze ve skoku dalekém (3. místo v kvalifikaci)
rok 1979 - stříbrná medaile na mistrovství republiky ve skoku dalekém
rok 1980 - 12. místo na halovém mistrovství Evropy ve skoku dalekém
- zlatá medaile na halovém mistrovství republiky ve skoku dalekém
v letech 1982 a 1985 - mistr Československa v trojskoku
v letech 1982, 1983 a 1986 - halový mistr Československa v trojskoku
Několikanásobný mistr Československa ve štafetě 4 × 100 metrů.
Jeho osobní rekord ve skoku dalekém je 794 cm (8. července 1978 v Bratislavě) a v trojskoku je jeho nejlepším výkonem 17,23 metru (13. května 1984 v Praze).
V roce 1984 se nemohl (i přes splněný limit v trojskoku) zúčastnit Letních olympijských her v Los Angeles z důvodu jejich bojkotu socialistickými zeměmi. Jeho výsledky v tom roce dávaly reálnou naději na zisk olympijské medaile.

## Kariéra v Dukle
- 1.12.1980: základní vojenská služba v Dukle Praha po ukončení studia na Vysoké škole technické v Košicích, obor systémové inženýrství
- od května 1982 - 1986: voják z povolání - instruktor sportu v atletice
- 1987 - 1989: metodik sportu ve středisku vrcholového sportu Dukla
- od ledna 1990 trenér atletiky ASO Dukla Praha (trénoval např. Milana Gombalu, Jiřího Mužíka, Martina Morkese, Romana Orlíka, Vladimíra Melichova a další). Milan Gombala vybojoval stříbrnou medaili na mistrovství Evropy v atletice v roce 1994 v Helsinkách ve skoku dalekém výkonem 804 cm a byl šestý (795 cm) na halovém mistrovství světa v atletice v roce 1995 v Barceloně. Jiří Mužík byl ve finále osmý na 400 m překážek (48,27 s v SMF) na mistrovství světa v atletice v roce 1997 v Aténách.
- od května 1997: vedoucí starší trenér ASO atletiky Dukla Praha (šéftrenér)
- v roce 2001 získal titul Ph.D. na FTVS UK Praha, Kinantropologické interpretace kinematických charakteristik sportovního pohybu
- 1.10.2001 byl jmenován náčelníkem ASC DUKLA, od 1. dubna 2004 se funkce změnila na ředitele ASC DUKLA
- od ledna 2006 byl šéfredaktorem čtvrtletníku DuklaSport.

## Přínos pro vrcholový sport
- propagace armádních sportovců v očích veřejnosti: tiskovky, nástěnný kalendář Dukla, časopis, knihy, vyhlašování ankety Armádního sportovce roku, Setkání jubilantů armádního sportu - bývalých sportovců medailistů, výcvik VZP
ve Vyškově, ....
- zisk medailí na vrcholných soutěžích se zvýšil z průměru 46 za rok na: v roce 2002 - 77, 2003 - 91, 2013 - 97, 2014 - 97, 2015 - 100, 2016 - 107, 2017 - 108, 2018 - 129, 2019 - 113
- z olympijských her 2002 - 2018 přivezli dukláci celkem 33 medailí z celkových 66 získaných českými olympioniky
- návrat žen do Armádního sportovního centra DUKLA (olympijské vítězky Kateřina Neumannová, Štěpánka Hilgertová, Barbora Špotáková, Eva Samková, Ester Ledecká, dále mistryně světa Zuzana Hejnová, Jarmila Machačová, Tereza Huříková, Andrea Hlaváčková, pětibojařky, ...) i do uniformy mezi vojáky z povolání (Barbora Špotáková, Natálie Dianová, Jarmila Machačová); předtím byly ženy zařazeny do systému vrcholového sportu pouze v letech 1952 až 1956
- založení ASO moderního pětiboje (nyní jsou v Dukle mistři světa, Evropy, olympijský vítěz i bronzový z OH)
- založení ASO cyklistiky MTB (olympijský vítěz, stříbro z OH, mistři světa i Evropy)
- od roku 2015 v ASC DUKLA medailista paraolympionik Jiří Ježek.

## Veřejná ocenění
- 6.9.2016 Blahopřejný dopis prezidenta republiky k významnému životnímu jubileu.
- 6.9.2016 Udělení Záslužného kříže I. stupně ministrem obrany ČR
- 7.9.2018 Udělena Cena MČ Prahy 6 jako projev úcty významnému občanovi za jeho úspěšnou reprezentaci na sportovních šampionátech.
- 4.2.2020 Ocenění od ministra obrany SR a ředitele Vojenského športového centra Dukla Bánská Bystrica za dlouhodobou spolupráci mezi českou a slovenskou Duklou a za vynikající výsledky po dobu jeho ředitelování českých
armádních sportovců.
- 5.2.2020 Pamětní list od prezidenta republiky v souvislosti s ukončením 40leté vojenské kariéry, za dlouholetou poctivou práci ve prospěch státu a za šíření dobrého jména v zahraničí.
- 8.10.2020 Čestný odznak Armády České republiky I. stupně za dlouhodobý a významný podíl na rozvoji ASC DUKLA Praha a reprezentaci Armády ČR, udělený náčelníkem Generálního štábu armádním generálem Ing. Alešem Opatou.

Zdroj: knižní publikace vydané ASC DUKLA a časopis DuklaSport, soukromý archiv